# Gospostvo
Gospostvo je prevod nemškega izraza Herrschaft (množina: Herrschaften), ki pokriva široko pomensko polje in samo kontekst bo povedal, ali pomeni "vlada", "moč", "gospodarstvo", "oblast", "ozemlje" ali "gospostvo". V fevdalizmu v Svetem rimskem cesarstvu se je termin nanašal na ozemlje, teritorij nad katerim se je izvajala oblast. V svojem najbolj abstraktnem pomenu se termin nanaša na razmerja moči na splošno, bolj konkretno pa se lahko nanaša na posameznike ali institucije, ki to moč izvajajo.

## Gospostvo kot ozemlje
Gospostvo (Herrschaft), katerega najbližji ekvivalent je bila francoska seigneurie, ki se običajno v angleščini prevaja kot "lordship", je označevalo poseben teritorij zemlje s pravicami tako nad tlemi kot njenimi prebivalci. Gospodar (angleško Lord, nemško Herr) je bil pogosto plemič, lahko pa tudi navaden prebivalec, kot meščan, ali pravna oseba, kot je škofija, stolni kapitelj, opatija, bolnišnica ali mesto.
Večina gospostev je bila posredniških, kar je pomenilo, da so njihovi gospodje in prebivalci dolžni biti zvesti ozemeljskemu vladarju, kot so vojvodam, mejnim grofom, grofom, knezom, volilnim knezom ali knezoškofom. Ti so gospostva obdavčevali, jim nalagali vojaške obveznosti in skrbeli za pravosodne postopke. Več gospostev je bilo tudi neposrednih (alodialnih), ta status so gospostva pridobila v srednjem veku. Manjše število gospodov neposrednih gospostev je sčasoma pridobilo status grofa (graf, count) ali kneza (fürst, duke) in priznanja kot cesarske enote s svojim sedežem in volilne pravice na državnih zborih. 